# La Vie de Galilée
La Vie de Galilée (Leben des Galilei) est une pièce de théâtre de Bertolt Brecht écrite de 1938 à 1939, pendant son exil au Danemark, révisée et traduite en anglais en 1945 lors de son séjour aux États-Unis, puis retravaillée jusqu'en 1954 dans sa version dite « berlinoise ».
La première représentation sur scène eut lieu le 9 septembre 1943 à Zurich. Il s'agit d'une pièce centrale dans l’œuvre de Brecht, écrite en collaboration avec Margarete Steffin. Elle est publiée pour la première fois en France en 1955.

## Historique
Cette pièce est une biographie théâtrale de Galilée. Dans l’œuvre de Brecht, elle constitue une œuvre centrale en même temps qu'une sorte de testament. On y trouve notamment cette phrase célèbre, souvent reprise avec des variantes : « Celui qui ne connaît pas la vérité, celui-là n'est qu'un imbécile. Mais celui qui la connaît et la qualifie de mensonge, celui-là est un criminel ». Cependant la pièce a été assez rarement jouée, dans la mesure où elle comprend une quarantaine de personnages et dure environ quatre heures si on la monte dans son intégralité.
C’est néanmoins une œuvre qui tenait une place privilégiée chez Brecht qui n'a cessé de la retravailler jusqu'en 1955.
À travers la vie de Galilée, Brecht raconte le combat entre la science et le pouvoir théocratique. En défendant la théorie héliocentrique de Copernic contre le géocentrisme prôné par l’Église, c'est-à-dire en affirmant que c'est la Terre qui tourne autour du Soleil, et non l'inverse, Galilée s'attire les foudres des autorités religieuses et d'une partie de la communauté scientifique. Sous la menace de la torture et du bûcher, il finit par devoir se rétracter publiquement, pour rester en conformité avec la doctrine officielle de l'Église.
C'est le thème de la vérité contre l'obscurantisme. Brecht lui-même avait été placé dans une situation historiquement comparable à ce qu'avait vécu Galilée : l'Allemagne nazie — qu'il fuit dès 1933 — imposait sa vérité officielle et faisait plier tous ses contradicteurs : artistes, écrivains, scientifiques, intellectuels, journalistes, hommes politiques... Le parallèle entre la vie de Galilée et celle de l'auteur s'impose. 

## Structure de la pièce
La pièce, dans sa version de 1955, est constituée de quinze tableaux qu'il est possible de séparer en quatre grands moments :
I - Le système copernicien à Padoue (1-3)
Tableau 1 : Galilée, dans un appartement de Padoue, en 1609, explique à l’aide d’exemples concrets au jeune Andrea, fils de sa logeuse, que c’est le soleil qui est immobile et que c’est la terre qui bouge. Il accepte ensuite à contrecœur un élève qui lui révèle l’existence en Hollande de la lunette astronomique. Le curateur de l’université de Padoue vient ensuite lui signifier le refus d’une augmentation, dont il affirme la compensation par l’absolue liberté de recherche accordée à Galilée.
Tableau 2 : Galilée offre au Conseil de Venise une lunette astronomique qu’il présente comme une invention originale de son cru. Cela lui procure l’augmentation demandée. Elle ne lui sert pas seulement pour des motifs pratiques mais il la pointe vers le ciel.
Tableau 3 : Le 10 janvier, 1610, à l’aide de la lunette, Galilée découvre les incohérences du système ptoléméen (en particulier les satellites de Jupiter) et affirme sa foi en la raison et l’observation, ce qui inquiète le polisseur de lentilles Sagredo. Le curateur est furieux de la lunette car elle se vend partout dans les rues à très bon marché. Galilée projette d’aller à la cour de Florence, pour se consacrer à ses recherches.
II – Grandeur et misère de Galilée à Florence (4-8)
Tableau 4 : Le jeune duc de Florence, accompagné d’un philosophe et d’un mathématicien, vient voir la lunette de Galilée. Le philosophe et le mathématicien refusent d’y regarder et engagent une dispute sur la nécessité et l’utilité des astres affirmés par Galilée en se fondant sur l’autorité d’Aristote.
Tableau 5 : Galilée refuse de quitter Florence malgré la peste en raison de ses recherches. Mme Sarti, la mère d’Andrea, reste avec lui et tombe malade.
Tableau 6 : En 1616, au Collegium Romanum, alors que tout le monde rit et conteste les thèses de Galilée, l’astronome officiel du Vatican, Clavius, annonce : c’est juste. Apparaît alors le cardinal inquisiteur.
Tableau 7 : Lors du premier bal de carnaval après la peste (le 5 mars 1616) où Virginia fête ses fiançailles avec Ludovico, l’élève de Galilée, ce dernier apprend que le Saint-Office a condamné l’héliocentrisme copernicien qui ne peut plus être étudié qu’à titre d’hypothèse mathématique.
Tableau 8 : Le petit moine tente de convaincre Galilée de la sagesse du décret du Saint-Office en invoquant le sentiment de trahison que ressentiraient les plus démunis face aux nouvelles théories et aux anciens dogmes. Galilée résiste.
III – Un nouveau pape et une rétractation (9-13)
Tableau 9 : Galilée décide, après huit ans de silence (1624), de reprendre ses recherches sur les taches solaires, après l’annonce de l’élection d’un nouveau pape favorable aux sciences, ce qui compromet le mariage de sa fille avec Ludovico.
Tableau 10 : En 1632, des forains font spectacle des théories de Galilée qui se sont répandues dans le peuple.
Tableau 11 : Au moment où il veut quitter Florence, en 1633, après n’avoir pas été reçu par le grand-duc, Galilée apprend qu’il est convoqué à Rome par l’Inquisition.
Tableau 12 : Le nouveau pape, Urbain VIII, qui refuse de briser les tables des mathématiques, autorise du bout des lèvres le cardinal inquisiteur à effrayer Galilée (en lui montrant les instruments) pour qu’il se rétracte.
Tableau 13 : Le 22 juin 1633, les disciples de Galilée espèrent, en vain, que ce dernier ne se rétractera pas. Déception.
IV – Les Discorsi en prison (14-15)
Tableau 14 : Andrea, l’ancien disciple, vient voir en 1637 un Galilée vieilli et presque aveugle avant de partir professer la science en Hollande. Galilée lui donne une copie des Discorsi qu’il vient de terminer. S’ensuit un dialogue sur l’éthique de la science.
Tableau 15 : Andrea passe sans problème la frontière italienne avec le manuscrit de Galilée dans les mains.

## Sens de l’œuvre

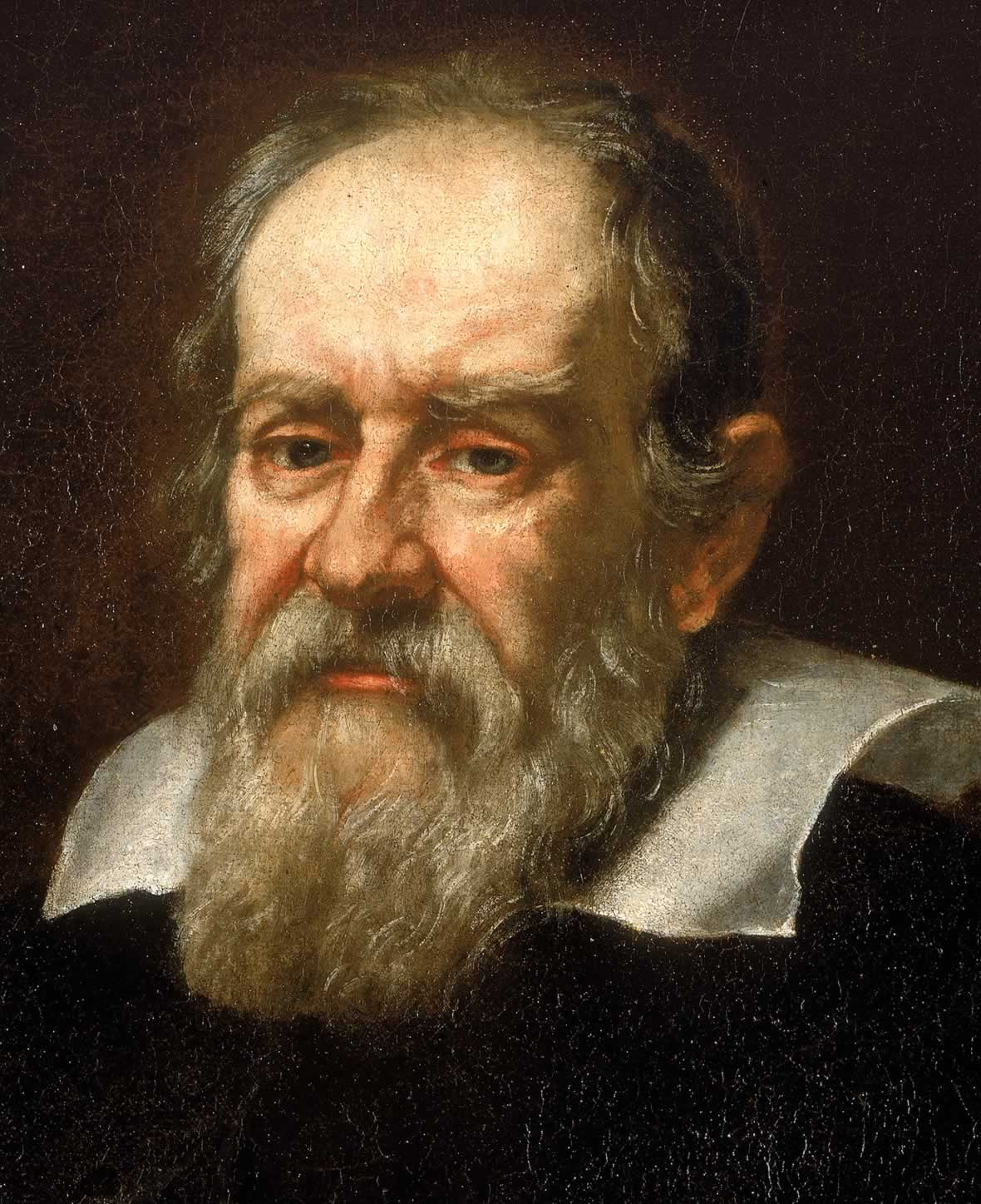
Galileo Galilei.

L’Église catholique pressent que si la Terre n'est plus le centre du monde, c'est tout son système de représentation, et avec lui son autorité, qui vont être mis à mal. En effet, l'étape suivante consistera à dire que l'Homme n'est pas le centre de la Création, que l'Homme est un animal comme un autre. 

« Nous verrons le jour où ils diront : il n'y a pas l'homme et la bête, l'homme lui-même est une bête, il n'y a plus que des bêtes ! »

Il en découlera aussi, tout naturellement, que l’Église ne pourra plus être présentée comme le centre de la civilisation : « Pourquoi place-t-il la Terre au centre de l'Univers ? Pour que le trône de Saint-Pierre puisse être au centre du monde ! C'est de cela qu'il s'agit. ».
Brecht insiste également sur le fait qu'à terme, l'ordre social s'en trouvera bouleversé. Le remplacement d'une pensée dogmatique par une réflexion qui s'appuie sur le doute, l'esprit critique et la raison nous mènera d'une organisation théocratique et autoritaire de la société à une organisation démocratique. Dans cette perspective, Galilée considère comme essentiel de ne plus écrire en latin, mais dans une langue vivante compréhensible de tous, afin que chacun puisse s'approprier la vérité et que l'esprit de doute et de révolte remplace la croyance et la soumission.

Le texte de Brecht est une apologie du rationalisme et de l'esprit scientifique. Cependant, la recherche ne doit pas se développer pour elle-même et perdre de vue « que le but unique de la science consiste à diminuer les misères de la vie humaine. » Dans ses dernières mises en forme, le texte exprime une inquiétude en faisant écho à la nouvelle donne que constitue la bombe atomique : « Vous, gardez à présent le flambeau de la science! / Employez-le avec prudence / Qu'il ne devienne l'incendie / Par qui nous serions tous détruits » ; et plus généralement il réaffirme la nécessité d'une utilisation éthique de la science : 

« Si j'avais résisté, les physiciens auraient pu développer quelque chose comme le serment d'Hippocrate des médecins, la promesse d'utiliser leur science uniquement pour le bien de l'humanité. »

## Mises en scène notables (en français)
- 5 avril 1957[9] au Théâtre Sarah Bernhardt, mise en scène de Hans Schalla
- 24 janvier 1963 au Théâtre national populaire, mise en scène de Georges Wilson
- 26 février 1975 au Théâtre national populaire, mise en scène de Roland Monod
- 24 mars 1990 à la Comédie-Française, mise en scène d'Antoine Vitez (sa dernière)
- 8 juillet 2005 au Festival d'Avignon, mise en scène de Jean-François Sivadier
- 26 novembre 2010 à Pédagogie Nomade, mise en scène de Pierre-Nicolas
- 27 novembre 2012 au théâtre de l'Olivier à Marseille, mise en scène de Christophe Luthringer
- 21 janvier 2015 au Théâtre du Nord à Lille, mise en scène de Jean-François Sivadier
- 9 mai 2017 à la Rotonde de l'INSA de Lyon, mise en scène de Didier Vidal et Serge Pillot[10]
- 7 juin 2019 à la Comédie-Française, mise en scène d'Éric Ruf[11]
- 10 septembre 2019 à La Scala (Paris), mise en scène de Claudia Stavisky.

## Adaptation au cinéma
La pièce a été adaptée au cinéma par Joseph Losey en 1975 sous le titre Galileo.